# Sciara macleayi
Sciara macleayi är en tvåvingeart som beskrevs av Frederick Askew Skuse 1888. Sciara macleayi ingår i släktet Sciara och familjen sorgmyggor. Inga underarter finns listade i Catalogue of Life.